# Министерство сельского хозяйства Пуэрто-Рико
Министерство сельского хозяйства Пуэрто-Рико (англ. Puerto Rico Department of Agriculture)— министерство в Пуэрто-Рико. Было создано согласно Конституции Пуэрто-Рико как Министерство сельского хозяйства и торговли.

## Задачи
- Поддержка сельскохозяйственного производства, промышленного рыболовства, аквакультуры с целью обеспечения справедливых цен и стабильных рынков для производителей и потребителей;
- Работа по повышению и поддержанию доходов фермеров;
- Помощь в развитии и расширении зарубежных рынков сельскохозяйственной продукции.